# Sedot Jam
Sedot Jam (hebr. שדות ים; pol. Morskie Pola) – kibuc położony w Samorządzie Regionu Chof ha-Karmel, w Dystrykcie Północnym, w Izraelu.

## Położenie
Kibuc Sedot Jam leży na równinie Szaron na wybrzeżu Morza Śródziemnego na północ od miasta Hadera, w otoczeniu wioski Cezarea. Członek Ruchu Kibuców (HaTenoa’a HaKibbutzit).

## Historia
Kibuc Sedot Jam został pierwotnie założony w 1936 roku na północ od miasta Hajfa. Powstał on za namową Dawida Ben Guriona w okresie, w którym Brytyjczycy odmawiali Żydom prawa osiedlania się w Mandacie Palestyny. Mieszkańcy kibucu oficjalnie trudnili się rybołówstwem, jednak w rzeczywistości była to baza Hagany, która udzielała pomocy nielegalnym żydowskim imigrantom napływającym do Palestyny. W 1940 roku kibuc został przeniesiony na swoje obecne miejsce, na południe od ruin starożytnego miasta Cezarei Nadmorskiej. Zamieszkali to członkowie żydowskiej młodzieżowej grupy syjonistycznej HaMehanot HaOlim.

## Kultura
W kibucu znajduje się Cesarea Antiquity Museum, w którym zgromadzono liczne eksponaty odnalezione w ruinach starożytnego miasta Cezarei. W pięknym nadmorskim parku wyeksponowano fragmenty rzeźb, kolumny, wyroby garncarskie i różne przyrządy z czasów świetności Cezarei. W domu Hanny Szenes znajduje się ośrodek naukowy zajmujący się historią Żydów węgierskich podczas Holocaustu.

## Gospodarka
Gospodarka kibucu opiera się na rybołówstwie, intensywnym rolnictwie i turystyce. Znajduje się tutaj plantacja bananów i drzew awokado, oraz hodowla bydła mlecznego. Z przemysłu jest tutaj firma Caesar Stone, produkująca dachówki z piasku i polimerów.

## Turystyka
Tutejszą atrakcją są ruiny starożytnego miasta Cezarei Nadmorskiej. W utworzonym tutaj Parku Narodowym Cezarei można podziwiać starożytne ruiny. Na wschód od wejścia do miasta krzyżowców leży stylowa bizantyjska ulica z drzewami tamaryszkowymi. Pozostałości portu morskiego wybudowanego przez Heroda Wielkiego znajdują się obecnie 5 m pod wodą i są dostępne jedynie dla płetwonurków. Dobrze zachowały się portowe składy, świątynie rzymskie, część murów obronnych miasta oraz najstarszy amfiteatr w Izraelu. Został on odbudowany i może pomieścić 3500 widzów. W okresie letnim scena jest wykorzystywana do różnych spektakli i impres organizowanych na otwartym powietrzu. Ośrodek sportowo-rekreacyjny umożliwia uprawianie wszelkich sportów wodnych.

## Transport
Z wioski wychodzi lokalna droga prowadząca do położonej tuż obok wioski Cezarea. Droga prowadzi dalej na południe do położonego przy Porcie Hadera węzła drogowego autostrady nr 2 z drogą ekspresową nr 65.